# Mangora anilensis
Mangora anilensis là một loài nhện trong họ Araneidae.
Loài này thuộc chi Mangora. Mangora anilensis được Herbert Walter Levi miêu tả năm 2007.